# 王邑 (東漢)
王邑（?—?），字文都，北地泥阳人。东汉官員。

## 生平
王邑是劉寬門生，曾經擔任离石长。興平二年（195年），恰逢獻帝東歸，漢獻帝來到安邑，此時王邑擔任河东太守，給予漢獻帝身邊的官員綿絹，被漢獻帝封為安阳亭侯。王邑又兼任镇北将军。曹操平定袁尚、袁熙後，并州的高幹起兵反對曹操。此時河东太守王邑被征召入朝廷，王邑以天下未平定為由不願意接受征召，河东人河東郡掾卫固、中郎将范先向鍾繇請求將王邑留在河東郡，鍾繇拒絕。王邑只好回到朝廷。王邑來到朝廷後擔任大司農，並兼管太常的公務。建安十八年七月（213年），漢獻帝派王邑聘請曹操的女兒為貴人。